# Црква Светог Саве у Трбушници
Црква Светог Саве у Трбушници, насељеном месту на територији градске општине Лазаревац, припада Епархији шумадијској Српске православне цркве.